# Saint-Siméon, Eure
 Saint-Siméon là một xã của tỉnh Eure, thuộc vùng Normandie, miền bắc nước Pháp.